# 慈雲橋
慈雲橋，是一座位於臺灣花蓮縣秀林鄉台8線境內一座公路橋樑，該橋樑於1954年進行中橫公路開闢時所始建，其舊橋今已登錄花蓮縣歷史建築。

## 沿革
中橫公路為臺灣第一條串聯東部與西部的公路系統，在修建階段，由於物資短缺及運輸困難，天祥以西的路段在跨越溪流時，常以臨時性的倍力橋或涵洞替代。西元1954年11月，經美國懷特顧問公司經理狄寶賽等人規劃路線勘查後，決定採用現今的主線路線，另設置一條支線進行公路規劃。為同時開展東西兩端的工程及應對深山地區補給困難的問題，則開闢中橫霧社支線作為補給線。中橫成為美國軍援計劃之「1955年度軍援軍用道路計劃」的一部份。在過程中，美國軍援提供了約八成的工程經費、關鍵技術人員、機械設備及建材鋼材。
在興建過程，由美國援助的一批華倫式鋼樑構材運抵至基隆港，這批鋼材原為規劃在越南（法屬印度支那）興建的1,000毫米軌距單線鐵路橋鋼材，後因法國在奠邊府戰役中戰敗而撤出越南，鋼桁架則輾轉從泰國運至臺灣。隨後，構材被廣泛用於中橫公路的溪谷跨越橋樑。由於相關技術文件遺失，臺灣省公路局工程人員從鋼料逐一丈量每一個構材的詳細尺寸，並拼裝測算其可承載重量，最後繪製施工圖。並在最終的修建中，共組裝了5座50公尺跨徑及5座25公尺跨徑的鋼桁架橋，當年參與中橫公路建設的工程師將這批美援資材稱為「西德鋼樑」。
當代，中橫公路沿線仍保留四座華倫式鋼梁橋，分別是慈雲橋、關興橋、慈航橋和清泉橋。原尚存的另外兩座橋樑長春橋和春暉橋則於2013年由太魯閣國家公園管理處拆除，並按照舊橋樣式於原地重建。2003年，新慈雲橋在第四區養護工程處改線後完工，舊橋則保留在旁供遊客參觀。2015年，花蓮縣文化局經審議後，登錄舊慈雲橋為縣內歷史建築。

## 橋身結構
慈雲橋結構為華倫式鋼桁架，其跨度共計50公尺，橋寬4.7公尺，橋高6.16公尺，總重量達117公噸。鋼桁架上設有原廠鐵牌銘誌，上頭刻有艾菲爾鐵塔的圖徽，法文意為「老店艾菲爾（艾菲爾公司）」，鋼桁架委由西德建造。橋梁在構築工法上則採鉚釘結合，為鋼構工法中的舊式工法。
原廠鐵牌銘誌以法語撰寫，並說明了該橋的用途為越南設計的特殊規格橋樑，承載能力為兩台火車機車頭，共重108噸，貨車總重50噸，以及該橋樑的契約編號與製造日期，其中慈雲橋編號為「DA-81-504-EUG-330-1 134-54」。

## 外部連結
- 中部東西橫貫公路慈雲橋 - 花蓮縣文化局 （页面存档备份，存于）